# Kümmernitztal
Kümmernitztal è un comune di 376 abitanti del Brandeburgo, in Germania.

Appartiene al circondario del Prignitz ed è parte dell'Amt Meyenburg.

## Storia
Il comune di Kümmernitztal venne creato il 31 dicembre 2001 dalla fusione dei comuni di Grabow-Buckow e di Preddöhl.

## Geografia antropica

### Suddivisioni amministrative
Il territorio comunale comprende 3 centri abitati (Ortsteil):
- Buckow
- Grabow
- Preddöhl, con la località:
  - Felsenhagen